# Nationalpark Iztaccíhuatl-Popocatépetl

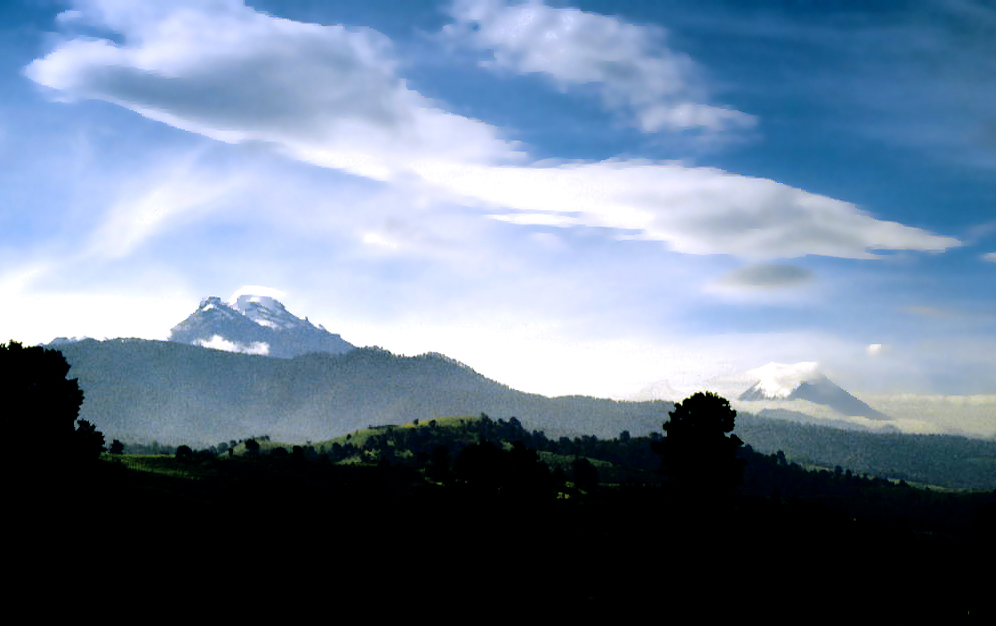
Vulkane Iztaccíhuatl und Popocatépetl

Der bereits im Jahr 1935 eingerichtete Nationalpark Iztaccíhuatl-Popocatépetl befindet sich auf einer Fläche von knapp 400 km² im Grenzgebiet der beiden mexikanischen Bundesstaaten México und Puebla. Ein kleines Teilstück gehört zum Bundesstaat Morelos.

## Lage
Der Naturpark ist jeweils etwa 60 km (Luftlinie) von den Millionenstädten Mexiko-Stadt bzw. Puebla entfernt. Nächstgelegene Stadt ist Amecameca de Juárez mit ca. 35.000 Einwohnern.

## Beschreibung
Im südlichen Teil des Naturparks erhebt sich der auch in den Sommermonaten schneebedeckte, inaktive 5213 m (manchmal auch 5230 m) hohe Vulkan Iztaccíhuatl. Etwa 25 km nördlich davon erhebt sich der mit 5413 m (manchmal auch 5462 m) ca. 200 m höhere, ebenfalls ganzjährig von Schnee bedeckte Gipfel des alle paar Jahre aktiven Vulkans Popocatépetl.

## Flora und Fauna
Bis in ca. 3500 m Höhe sind beide Berge bewaldet; charakteristische Bäume sind Pinus hartwegii, Abies religiosa, Pinus ayacahuite, Abies hickelii und andere; darüber befinden sich Buschwerk, Kleinblumen und Gräser. Vorwiegend Kleintiere und Vögel leben im Gebiet des Nationalparks.

## Aktivitäten
In den tiefer gelegenen Bereichen des Naturparks ist das Wandern möglich. Eine Besteigung des Gipfels des Popocatépetl ist seit dem Ausbruch im Jahr 1994 untersagt; für die Besteigung des Iztaccíhuatl muss man sich im Büro des Parque Nacional Iztaccíhuatl-Popocatépetl in der Ortschaft Amecameca oder auf dem ca. 3600 m hohen Paso de Cortés registrieren lassen und eine Gebühr entrichten. Gute Ausrüstung und die Mitnahme eines ortskundigen Führers sind sehr zu empfehlen.